# Carl Rosenius
Carl Hemming Rosenius, född 5 mars 1897 i Kotka, död 22 december 1981 i Helsingfors, var en finländsk läkare. 
Rosenius, som var son till medicine licentiat Rurik Valter Rosenius och Naëma Ehrnrooth, blev student 1915, medicine kandidat 1920, medicine licentiat 1927 och specialist i obstetrik och gynekologi 1930. Han företog en studieresa med franska statens stipendium till Paris 1926–1927. Han var assistentläkare vid Maria sjukhus kirurgiska avdelning och vikarierande underläkare 1933–1940, underläkare vid professor Boijes förlossningsanstalt 1939–1961 och överläkare vid Konkordia sjukhus 1945–1954. Inom det militära blev han reservsanitetskapten 1932 och sanitetsmajor 1940.